# ヤマヒロのアナ Pod cafe
ヤマヒロのアナ Pod cafe（やまひろのあなポッドカフェ）は、iTunesで2007年1月5日から2012年7月31日まで配信されていたインターネットラジオ番組である。

## 番組概要
関西テレビのポッドキャスト企画の第2弾でDJを務めているのは同局アナウンサー（当時）のヤマヒロこと山本浩之である。　
DJの山本の他に、同局のスタッフが数名おり、山本とスタッフとリスナーからのメールを読みながら、リスナーからの質問に答えたり、山本のヅラネタなどのトークを繰り広げている。スタッフのうち男性2人が事実上の相方となる。この2人は番組内ではそれぞれKさんとWさんと呼ばれている。このうちWさんは山本と同期入社。時として山本よりも目立つこともあり、ファンも存在している。
たまに同局のアナウンサーなどが番組に訪れ、一緒にトークを繰り広げる。藤本景子が出演する事が多い。
隔週金曜夜に2 - 3本収録され、配信は毎週火曜日にされていた。
2010年12月には関西テレビ1Fエントランス広場で公開収録「アナPod オープン cafe」を敢行。前説なども含めて公開収録の模様をUSTREAMで生配信された。
2012年7月をもって惜しまれながら終了。最終回の収録である7月27日には「アナPod オープン cafe リターンズ」と題して前回同様関西テレビ1Fエントランス広場での公開収録を敢行し、収録の模様はUSTREAMで生配信された。ゲストとして村西利恵、豊田康雄両アナウンサーが出演。

## エピソード
- 2007年2月5日にはiTunes Storeのポッドキャスト総合ランキングで27位になっている。iTunesの「テレビ/映画」のカテゴリーでは、2位に輝いた。

たまにスタッフが、ヤマヒロの悪口を言いヤマヒロを怒らせている。
- 2007年11月13日配信分から、「ヤマヒロのアナ Pod cafe 2007年ベスト作品」の投票が開始された。

たまにリスナーからのメールに「頭髪には気を付けて下さい。」など余計な事が書かれている。
第40回配信分では、得意なモノマネを披露した。
- 2012年4月には公募で集まったリスナーと共に「大人のバスツアー」を敢行（当初は2月を予定していたが、山本が東日本大震災被災地への長期取材のため4月に延期）。国民休暇村南あわじで出張収録も併せて行なわれた。

- 番組終了から2年が経過した2014年12月24日に古巣である関西テレビ本社の扇町スクエア内インタラクティブ･エリアにて「X'mas トーク&ディナーショー」を開催した。